# Chế Là
Chế Là là một xã thuộc huyện Xín Mần, tỉnh Hà Giang, Việt Nam.

## Địa lý
Xã Chế Là có vị trí địa lý:
- Phía đông giáp xã Quảng Nguyên
- Phía tây giáp xã Bản Ngò
- Phía nam giáp xã Nấm Dẩn
- Phía bắc giáp các xã Tả Nhìu, Cốc Rế, Thu Tà.

Xã Chế Là có diện tích 26,90 km², dân số năm 2019 là 3.371 người, mật độ dân số đạt 125 người/km².

## Hành chính
Xã Chế Là được chia thành 13 thôn: Đoàn Kết, Chế Là, Lưng Cẩu, Lủng Pô, Cùm Phing, Cốc Chứ, Gì Thàng, Sỉn Khâu, Cốc Cang, Cốc Đông, Cốc Độ, Đảng Điêng, Cốc Cộ.

## Lịch sử
Trước đây, Chế Là là một xã thuộc huyện Hoàng Su Phì.
Ngày 15 tháng 12 năm 1962, Hội đồng Chính phủ ban hành Quyết định 211/1962/QĐ-CP về việc chia xã Chế Là thành 4 xã: Cốc Rế, Tả Nhìu, Chế Là, Nấm Dẩn.
Ngày 1 tháng 4 năm 1965, Hội đồng Chính phủ ban hành Quyết định số 49-CP về việc thành lập huyện Xín Mần trên cơ sở tách xã Chế Là thuộc huyện Hoàng Su Phì.